# Picota (distrito)
Picota é um distrito do Peru, departamento de San Martín, localizada na província de Picota.

## Transporte
O distrito de Picota é servido pela seguinte rodovia:
- PE-5N, que liga o distrito de Chanchamayo (Região de Junín) à Ponte Integración (Fronteira Equador-Peru) - e a rodovia equatoriana E682 - no distrito de Namballe (Região de Cajamarca)
- SM-102, que liga o distrito à cidade de Alto Biavo
- SM-107, que liga o distrito à cidade de Shamboyacu[1][2][3]